# 颜惠庆

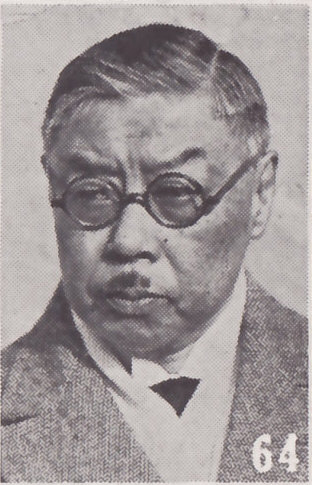
颜惠庆

颜惠庆（1877年4月2日—1950年5月24日），字骏人，男，江蘇省上海縣人，原籍福建厦门，是近代中国政治人物、外交官。

## 生平

### 清末

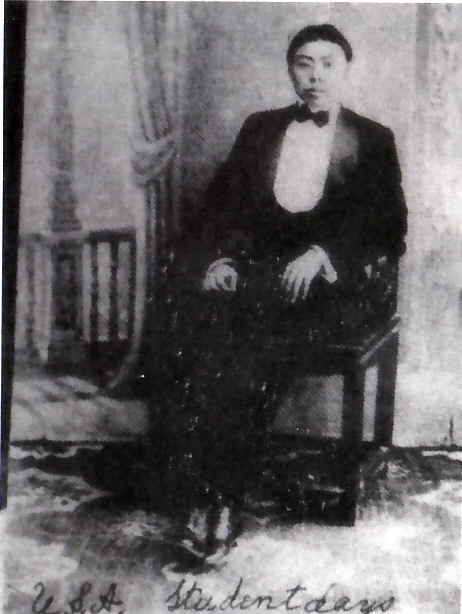
年輕時的颜惠庆

颜惠庆的远祖来自山东，后南渡福建厦门。他出身于一个基督教家庭，其父颜永京早年从福建来到上海并且担任虹口圣公会教区牧师，还是圣约翰大学创办者之一。颜早年就读于聖约翰書院、英華書塾、同文書院，1895年赴美国读高中，1897年进入弗吉尼亚大学学习，在校期間曾任教會學校教師，曾參與中國駐美國公使館舘務。
1900年6月，颜惠庆毕业，8月回国，此后任圣约翰大学英文教授。1905年（光緒31年）任上海《南方報》英文版編輯、商务印书馆编辑，在此期间编撰了《英华大辞典》。1906年（光緒32年）9月，参加清朝政府举行的留学生考试，获得全国第二名，赐譯科进士出身，授翰林院檢討。
1907年（光緒33年）冬，颜惠庆任中国駐美國公使館二等参贊，隨公使伍廷芳赴任。驻美期间，颜惠庆在乔治·华盛顿大学系统进修了外交理论和国际法知识，並加入美國国際法学会。
1910年（宣統2年），颜惠庆歸国，任外務部主事、外務部右参議。辛亥革命爆發後，代表袁世凱訪問各国駐華公使，獲得各國支持，以此取得了袁的信任，被提拔為外務部左丞。

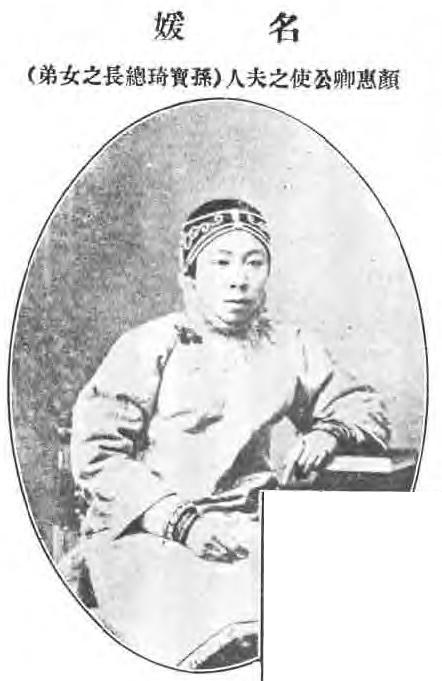
顏惠慶夫人即孫寶琦之女弟

### 民国初期
民国元年（1912年），颜惠庆出任唐绍仪内阁的外交部次长，1913年春，颜惠庆任驻德国、瑞典、丹麦三国公使。1919年，以顾问身份参加中国代表团，出席巴黎和会。1920年回国。1920年（民国9年）8月，颜惠庆奉大總統徐世昌之命出任外交总长直到1922年（民国11年）8月，任内基本採取親英美路綫，重視對日本的交涉，尤其是有關山東問題的交涉。1921年（民国10年）5月，恢復和德國的邦交。11月華盛頓会議，颜惠庆派出施肇基、顾维钧、王宠惠三人为全权代表。1921年12月18日代理国务总理，1922年6月12日正式任国务总理。
1922年1月至1926年（民国15年）6月，北京政府内各派紛争，顔惠慶曾任農商總長、外交總長、内務總長。他除1922年曾正式組閣外，1924年再次组阁。1926年5月臨時執政段祺瑞失勢，颜惠庆曾代行臨時執政職，1個月後卸任。此後，颜惠庆隐居天津英租界，專心從事金融和慈善活動。1927年，私立南开大学董事长范源濂去世后，颜惠庆作为南开大学董事会董事继任董事长一职。

### 国民政府时期
1931年九一八事变后，颜惠庆以外交元老身份应南京国民政府外交部長王正廷征召，任對日特種委員会委員。11月，任駐美國公使，到華盛頓赴任。1932年1月，被任命为中国驻國際聯盟代表团首席代表。1932年，颜惠庆代表中国在国联大会上提交了日本侵略中国案，促请国联大会和行政院制裁日本。同年，作为中国政府首席代表出席日内瓦国际军缩会议期间，同苏联展开秘密外交，于当年12月12日成功地与苏联外交人民委员李维诺夫签订复交协议。1932年，颜惠庆任南开大学校董会董事。1933年（民国22年）2月日本松岡洋右在國聯發表退出国聯宣言，顔恵慶針鋒相對地發表了反對演説。1933年1月31日，颜惠庆被任命为中国驻苏联大使，1936年因健康原因辞职回国。
1937年抗日战争爆发后，颜惠庆任中国紅十字会国際委員会主席，在上海主持难民和伤兵的救治工作。1939年，以国民政府特使身份赴美国两次拜见美国总统富兰克林·罗斯福，为中国争取到了大量美国援助。1940年12月，自旧金山返香港，滞留于此。太平洋战争爆发后，日本占领香港，颜惠庆被软禁，期間拒絕日方要其出任親日政府職務的要求，后被送回上海。
1945年抗战胜利后，颜惠庆在上海任上海市参議員、聯合国遠東救濟與復興委員會主席，還當选为第1屆中華民國立法委员。1949年2月，受代总统李宗仁派遣，前往西柏坡同中国共产党和谈。2月23日，顏惠慶等飛石家莊晤見毛澤東和周恩來，對「和平」及通航問題，「廣泛交換意見」:153。和谈失败后，顔返回上海。5月6日，蔣經國奉蔣介石命拜訪住在中山醫院的顏惠慶:197, 劝其前往台湾，顏惠慶以健康问题婉拒。中国人民解放軍攻佔上海前，顏留在上海。

### 中华人民共和国时期
中華人民共和国建国後，颜惠庆任中国人民政治協商会議全国委員会委員、政务院政法委员会委員、華東軍政委員会副主席。
1950年5月24日，颜惠庆因心臟病病逝于上海，享年74歲（滿73歲）。毛泽东和周恩来均致唁电。

## 其他
- 颜在教育事业方面多有建树。他曾于1907年主持编辑了中国首本《英华大辞典》。后又参与筹办清华学堂，并主持成立了清华学校校董会。曾担任私立南开大学董事会董事、董事长。他还参与了国立北平图书馆的建立和欧美同学会的组织。
- 在商界，颜于1929年出任天津大陆商业公司和天津大陆银行的董事长。
- 颜著有英文自传《东西方万花筒》(East-West Kaleidoscope)，其在中国大陆出版的中译本名为《颜惠庆自传——一位民国元老的历史记忆》，吴建雍、李宝臣、叶凤美译，于2005年1月商务印书馆出版。
- 颜是第一位获得弗吉尼亚大学本科学位的国际学生。[5]他于1897年抵达校园，在艺术、科学、人文和法律等学科领域表现出色，1900年毕业。2016年，弗吉利亚大学设立了“颜惠庆中国基金”（W.W. Yen China Fund)，为致力于了解中国历史、社会和文化的学生、教师和访问学者提供支持。[6]国际住宿学院宿舍Lewis House已更名为Yen House，以纪念颜惠庆。[7]

## 颜惠庆内阁

### 1922年颜惠庆内阁
1922年6月12日成立。
其時，顏惠慶被法國蒙混，庚子賠款以法郎賠款全被改成了金元賠款，造成我國巨大損失，即“金法郎案”，顏惠慶難辭其咎。段祺瑞解釋此案為吃虧換取法國盡快退款，讓政府有一點錢可用。此案糾纏數年，各方仍不諒解，張作霖要求查辦財長李思浩。以李思浩晚景之淒涼，李思浩應該沒有貪汙，貪汙者另有其人，司法總長章士釗即得10萬元，第二個10萬則沒有兌現。

### 1924年颜惠庆内阁
1924年9月14日成立。

### 1926年颜惠庆内阁
1926年5月13日恢复。宣佈曹錕於5月1日辭職，依法由國務院攝行大總統職權。

## 荣誉

### 外国勋章奖章
- 基督大十字勋章（葡萄牙，1922年12月19日公布[9]）

## 家庭
颜惠庆夫人是孙宝琮，字川如（1888－1978），中华民国国务总理孙宝琦之幼妹。他们共有三子三女。长子颜棣生，毕业于桑德赫斯特皇家军事学院(Royal Military Academy Sandhurst, RMAS).  次子颜朴生，毕业于美国西点陆军官校。  长女颜樱生，毕业于纽约哥伦比亚大学。 次女颜楠生，毕业于霍利奥克山学院（Mount Holyoke College)。 三女颜彬生，毕业于纽约康奈尔大学。 三子颜植生, 毕业于上海圣约翰大学。

## 故居

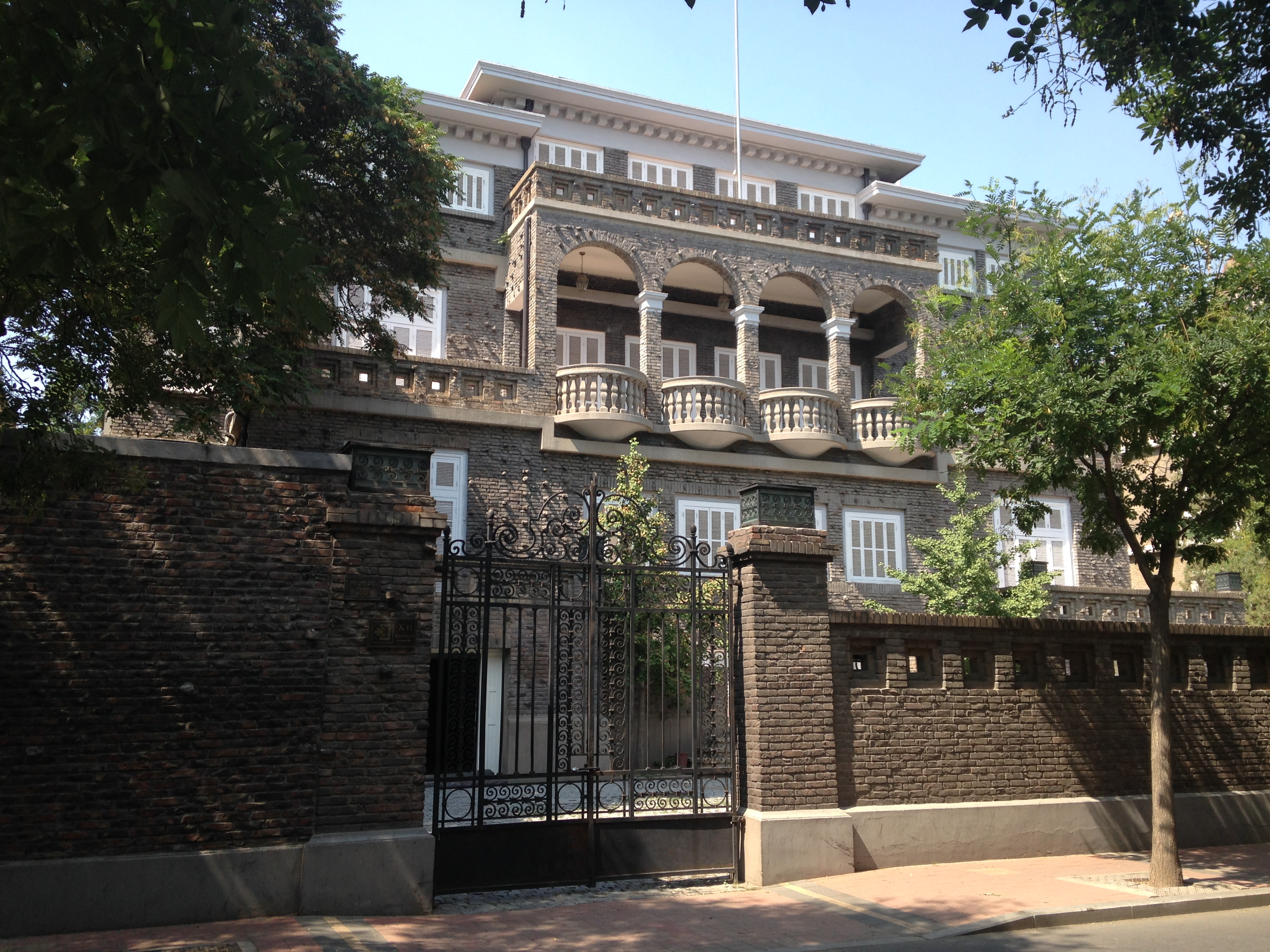
颜惠庆故居

颜惠庆在天津有英租界扩展界（今五大道）内有颜惠庆故居。

### 引用
1. ↑  娄献阁. . 中华书局. 2011-07: 386. ISBN 978-7-101-07999-9.
2. ↑  . 國聞週報. 1924, 第1卷 (9期).
3. ↑  南开大学校史编写组. . 天津: 南开大学出版社. 1989-10.
4. 1 2  蔣經國. . . 台北: 正中書局. 1988.
5. ↑  . news.virginia.edu. 2017-09-25  [2025-02-10] （英语）.
6. ↑  IRC dorm renamed  （页面存档备份，存于）
7. ↑  Honoring a Legacy  （页面存档备份，存于）
8. ↑  高拜石 正中書局版 <新編古春風樓瑣記>(廿五) P110起
9. ↑  （葡萄牙文）. Presidência da República Portuguesa.   [2021-01-12]. （原始内容存档于2021-01-18）.

## 延伸阅读
[在维基数据编辑]
 《游美同學錄·顏惠慶》，出自《游美同學錄》
 在维基共享资源阅览影像